# Tigriopus brachydactylus
Tigriopus brachydactylus är en kräftdjursart som beskrevs av Candeias 1959. Tigriopus brachydactylus ingår i släktet Tigriopus och familjen Harpacticidae. Inga underarter finns listade i Catalogue of Life.